# Seven de Japón 2001
El Seven de Japón de 2001 fue la octava edición del torneo de rugby 7, fue el séptimo torneo de la temporada 2000-01 de la Serie Mundial Masculina de Rugby 7.
Se disputó en la instalaciones del Chichibunomiya Rugby Stadium de Tokio.

## Fase de grupos

### Grupo A
| Equipo        | Encuentros | Encuentros | Encuentros | Encuentros | Tantos  | Tantos    | Tantos     | Puntos |
| Equipo        | jugados    | ganados    | empatados  | perdidos   | a favor | en contra | diferencia | Puntos |
| ------------- | ---------- | ---------- | ---------- | ---------- | ------- | --------- | ---------- | ------ |
| Nueva Zelanda | 3          | 3          | 0          | 0          | 128     | 17        | 111        | 9      |
| Sudáfrica     | 3          | 2          | 0          | 1          | 73      | 38        | 35         | 7      |
| Corea del Sur | 3          | 1          | 0          | 2          | 59      | 78        | −19        | 5      |
| China Taipéi  | 3          | 0          | 0          | 3          | 5       | 132       | −127       | 3      |

Nota: Se otorgan 3 puntos al equipo que gane un partido, 2 al que empate y 1 al que pierda

### Grupo B
| Equipo     | Encuentros | Encuentros | Encuentros | Encuentros | Tantos  | Tantos    | Tantos     | Puntos |
| Equipo     | jugados    | ganados    | empatados  | perdidos   | a favor | en contra | diferencia | Puntos |
| ---------- | ---------- | ---------- | ---------- | ---------- | ------- | --------- | ---------- | ------ |
| Australia  | 3          | 3          | 0          | 0          | 133     | 0         | 0          | 9      |
| Inglaterra | 3          | 2          | 0          | 1          | 55      | 38        | 17         | 7      |
| Japón      | 3          | 1          | 0          | 2          | 54      | 65        | −11        | 5      |
| Malasia    | 3          | 0          | 0          | 3          | 12      | 151       | −139       | 3      |

### Grupo C
| Equipo    | Encuentros | Encuentros | Encuentros | Encuentros | Tantos  | Tantos    | Tantos     | Puntos |
| Equipo    | jugados    | ganados    | empatados  | perdidos   | a favor | en contra | diferencia | Puntos |
| --------- | ---------- | ---------- | ---------- | ---------- | ------- | --------- | ---------- | ------ |
| Fiyi      | 3          | 3          | 0          | 0          | 104     | 12        | 92         | 9      |
| Canadá    | 3          | 2          | 0          | 1          | 81      | 40        | 41         | 7      |
| Francia   | 3          | 1          | 0          | 2          | 19      | 62        | −43        | 5      |
| Hong Kong | 3          | 0          | 0          | 3          | 0       | 90        | 0          | 3      |

### Grupo D
| Equipo         | Encuentros | Encuentros | Encuentros | Encuentros | Tantos  | Tantos    | Tantos     | Puntos |
| Equipo         | jugados    | ganados    | empatados  | perdidos   | a favor | en contra | diferencia | Puntos |
| -------------- | ---------- | ---------- | ---------- | ---------- | ------- | --------- | ---------- | ------ |
| Samoa          | 3          | 3          | 0          | 0          | 88      | 22        | 66         | 9      |
| Gales          | 3          | 2          | 0          | 1          | 48      | 61        | −13        | 7      |
| Argentina      | 3          | 1          | 0          | 2          | 53      | 50        | 3          | 5      |
| Estados Unidos | 3          | 0          | 0          | 3          | 24      | 80        | −56        | 3      |

## Fase Final

### Cuartos de final
| 30 de abril | Nueva Zelanda | 26 - 7 | Inglaterra |  |  |

| 30 de abril | Samoa | 12 - 7 | Canadá |  |  |

| 30 de abril | Fiyi | 38 - 5 | Gales |  |  |

| 30 de abril | Australia | 12 - 10 | Sudáfrica |  |  |

### Semifinal
| 30 de abril | Nueva Zelanda | 17 - 12 | Samoa |  |  |

| 30 de abril | Australia | 17 - 7 | Fiyi |  |  |

### Final
| 30 de abril | Nueva Zelanda | 26 - 12 | Australia |  |  |

| Bandera de Nueva Zelanda |
| Campeón Nueva Zelanda    |
| 4º título del circuito   |